# Whinlatter Pass
Der Whinlatter Pass ist ein Gebirgspass im Lake District, Cumbria, England. Die B5292 führt über den Pass.
Der Pass ist 300 m hoch und wird im Süden vom Grisedale Pike und im Norden vom Lord’s Seat begrenzt. Die Straße führt durch den Whinlatter Forest Park und an der Straße nahe der Passhöhe befindet sich das Whinlatter Forest Visitor Centre.
Der Pass wurde bereits von den Römern benutzt und war wegen seiner geringen Steigung bereits lange Zeit ein auch mit Pferdewagen erreichbarer beliebter Aussichtspunkt über den Lake District.